# Реншолл (тауншип, Миннесота)
Реншолл (англ. Wrenshall) — тауншип в округе Карлтон, Миннесота, США. На 2000 год его население составило 326 человек.

## География
По данным Бюро переписи населения США площадь тауншипа составляет 98,1 км², из которых 98,1 км² занимает суша, водоёмов нет.

## Демография
По данным переписи населения 2000 года здесь находились 326 человек, 128 домохозяйств и 88 семей. Плотность населения —  3,3 чел./км². На территории тауншипа расположено 142 постройки со средней плотностью 1,4 построек на один квадратный километр. Расовый состав населения: 92,94 % белых, 0,92 % афроамериканцев, 1,23 % коренных американцев, 1,23 % азиатов и 3,68 % приходится на две или более других рас.
Из 128 домохозяйств в 32,8 % воспитывались дети до 18 лет, в 60,2 % проживали супружеские пары, в 3,9 % проживали незамужние женщины и в 30,5 % домохозяйств проживали несемейные люди. 28,1 % домохозяйств состояли из одного человека, при том 5,5 % из — одиноких пожилых людей старше 65 лет. Средний размер домохозяйства — 2,55, а семьи — 3,07 человека.
25,8 % населения — младше 18 лет, 6,1 % — в возрасте от 18 до 24 лет, 31,9 % — от 25 до 44, 28,5 % — от 45 до 64, и 7,7 % — старше 65 лет. Средний возраст — 39 лет. На каждые 100 женщин приходилось 118,8 мужчин. На каждые 100 женщин старше 18 приходилось 124,1 мужчин.
Средний годовой доход домохозяйства составлял 44 219 долларов, а средний годовой доход семьи —  45 417 долларов. Средний доход мужчин —  36 250  долларов, в то время как у женщин — 18 750. Доход на душу населения составил 25 067 долларов. За чертой бедности находились 2,2 % семей и 4,7 % всего населения тауншипа, из которых 23,8 % старше 65 лет.